# Serapias neglecta
Serapias neglecta là một loài phong lan đặc hữu của Nam Âu.

## Hình ảnh

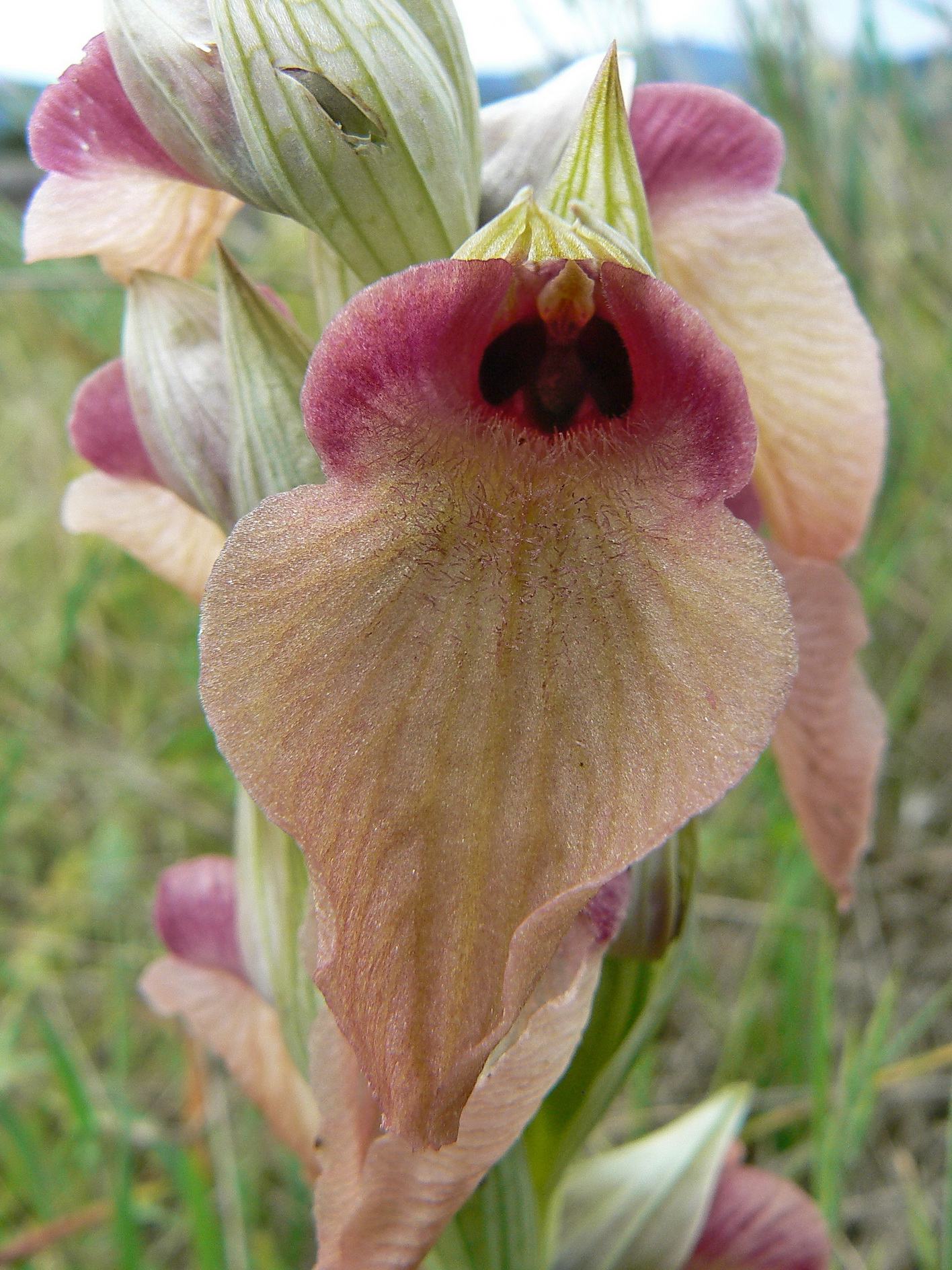
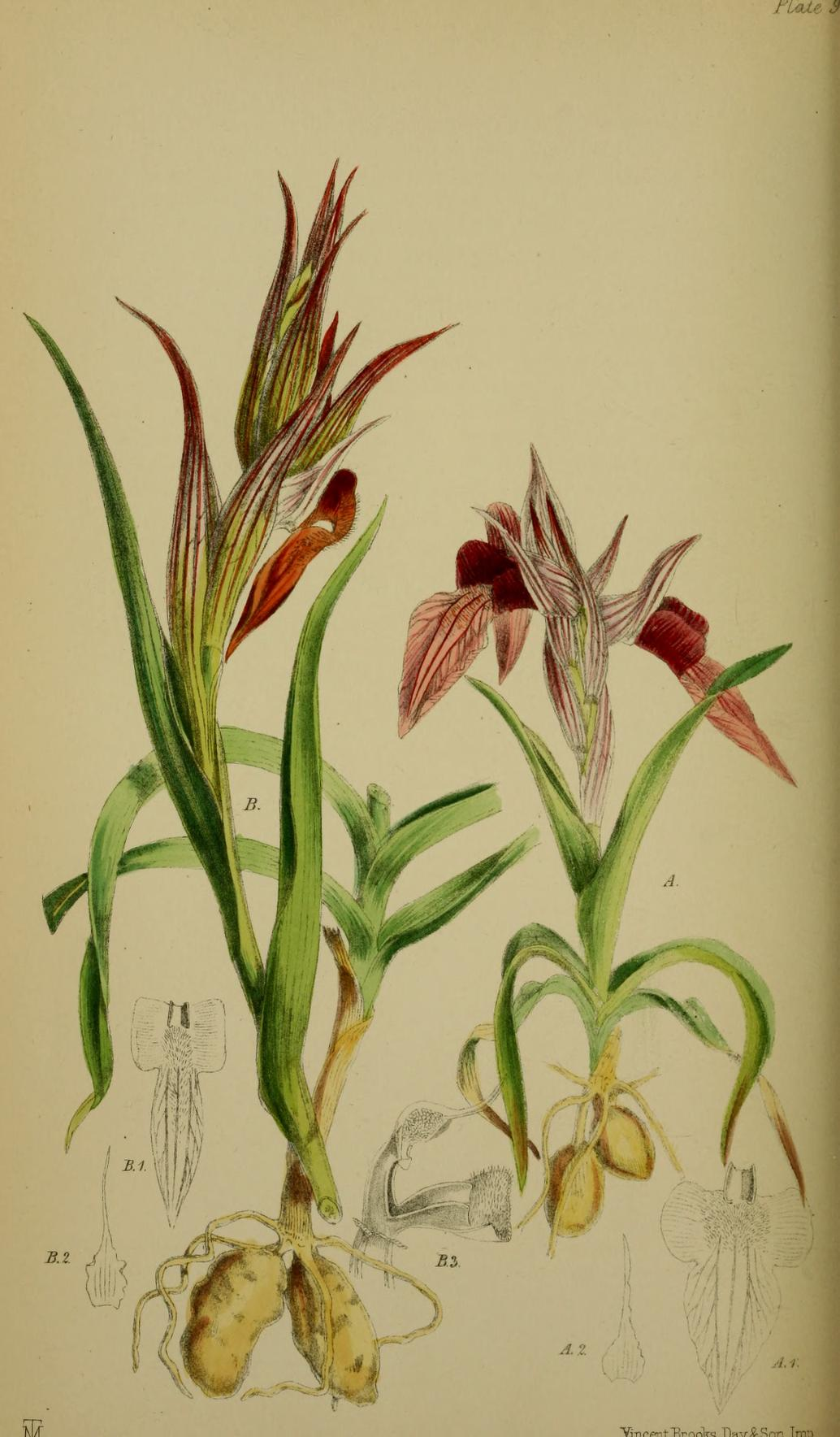
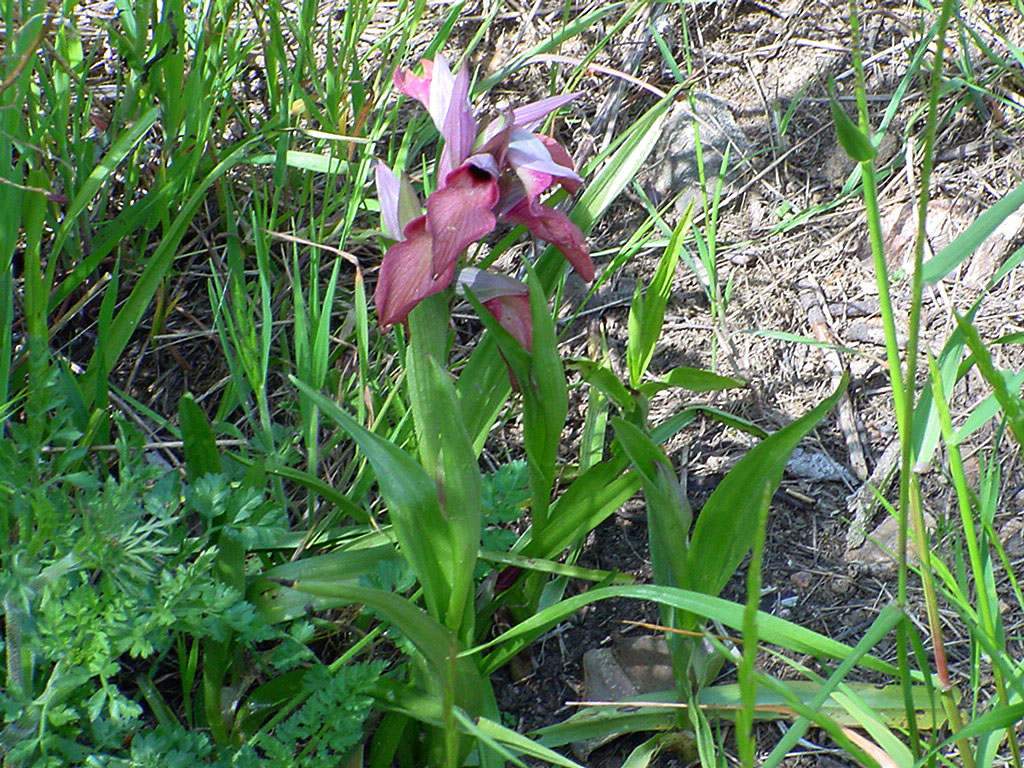